# Dianne Holum
Dianne Holum   (Chicago, 19 de maig de 1951) és una patinadora de velocitat sobre gel estatunidenca, ja retirada, que va destacar entre les dècades del 1960 i 1970.
Debutà en una competició internacional a l'edat de 15 anys en el Campionat del Món de patinatge de velocitat disputat l'any 1967, convertint-se en la persona més jove en aconseguir una medalla en finalitzar tercera en la prova de combinada. Al llarg de la seva carrera aconseguí guanyà tres medalles més en aquests campionats, si bé mai més alta que la plata.
En els Jocs Olímpics d'Hivern de 1968 realitzats a Grenoble (França) participà en la prova de 500 metres, on aconseguí guanyar la medalla de plata; en la prova de 1.000 metres, on aconseguí guanyar la medalla de bronze; i en la prova de 1.500 metres, on finalitzà en tretzena posició. En els Jocs Olímpics d'Hivern de 1972 realitzats a Sapporo (Japó) aconseguí la medalla d'or en la prova de 1.500 metres i la medalla de plata en la prova de 3.000 metres, a més de finalitzar sisena en la prova de 1.000 metres.
En retirar-se de la competició activa als 20 anys passà a ser entrenadora, destacant entre els seus alumnes Beth i Eric Heiden. És la mare de la també patinadora Kirstin Holum.